# Batalla de Elandsfontein
La batalla de Elandsfontein, que tuvo lugar el 11 de enero de 1881, fue un enfrentamiento militar durante la primera guerra bóer que tuvo lugar en la colina de Elandsfontein, justo al oeste de Pretoria. Durante la guerra, los caballos demostraron ser el principal medio de transporte a través de las llanuras sudafricanas. Por ello, los británicos hicieron un gran esfuerzo en la compra de cortadoras de césped para la producción de heno. Fue durante una de esas expediciones para recolectar el forraje necesario para los caballos el 11 de enero de 1881 en un valle cerca de Elandsfontein, cuando los británicos fueron avistados y atacados por un grupo de bóeres. Esto dio como resultado que los bóeres capturaran la máquina cortadora de césped, un carro y algunas mulas, mientras que los británicos escaparon del encuentro. Con la creencia de que sus atacantes se habían originado en un laager (una especie de fortificación) en Elandsfontein, se envió una fuerza de expedición escoltada a la supuesta ubicación del laager el 16 de enero de 1881 para afirmar el dominio en el área o destruir el campamento por completo.

## Antecedentes
El 16 de enero de 1881, se ordenó a la fuerza de expedición británica que se dirigiera a un campamento de los bóeres en Elandsfontein, al oeste de Pretoria. Estaba formada por 154 voluntarios de Pretoria, 129 fusileros escoceses reales, 74 carabineros de Pretoria, 62 soldados de caballería, 30 hombres del 94.º Regimiento, 170 hombres montados, incluidos 45 de infantería montada, 39 hombres de la artillería real, un cañón de campaña de 9 y 7 libras y un carro montado en el cañón. La fuerza estaba bajo el mando del teniente coronel George Frederick Gildea y el coronel William Bellairs y partió hacia el campamento a las 4:00 a. m. Una fuerza adicional de ingenieros reales bajo el mando del teniente RP Littledale había sido enviada antes para crear una distracción a unos pocos kilómetros al este de la ubicación del campamento. Esta maniobra se llevó a cabo mediante la explosión de dinamita a las 6 de la mañana, cuando la fuerza principal se encontraba a mitad de camino hacia su destino. La maniobra logró atraer a un pequeño grupo de combatientes bóeres hacia la dirección de las explosiones.

## La batalla

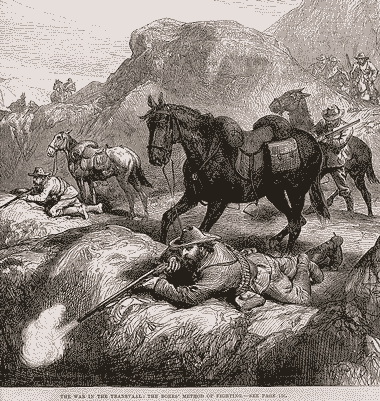
Los bóeres situados en la cresta se enfrentan a los británicos.

Cuando llegó la fuerza británica, se percataron de que la cresta de Elandsfontein estaba ocupada por los bóeres, con su lado izquierdo fortificado con un fortín de piedra y una muralla con aspilleras. También ardía una hoguera de señales en el campamento bóer, lo que sugería que la fuerza británica ya había sido avistada. Sin perder tiempo, los comandantes británicos comenzaron a preparar formaciones de batalla, empezando por enviar 50 fusileros de Pretoria a 5 kilómetros a la izquierda para capturar el paso de Quagga Poort. Luego se envió a la caballería a explorar la derecha y posicionarse al norte contra las defensas de piedra en el extremo opuesto de la cresta. Los carabineros de Pretoria fueron enviados a una colina a 2 kilómetros a la izquierda para enfrentarse a cualquier refuerzo bóer que se acercara. El resto de las tropas de fusileros de Pretoria se colocaron en reserva en una elevación rocosa mientras la artillería se ponía en posición y los carros se almacenaban. Los fusileros escoceses reales se colocaron en una posición de ataque avanzada hacia el campamento enemigo.
El teniente coronel Gildea decidió que el mejor curso de ataque sería desde la cresta donde se encontraba la caballería bajo el mando del teniente JW Glynn. Los hombres de caballería desmontaron de sus caballos y los camuflaron antes de enfrentarse al enemigo a pie, haciéndolo retroceder de roca en roca. En apoyo de la oleada de ataque, otros 50 fusileros junto con el cañón montado y el 94.º regimiento fueron enviados al lugar de la batalla para expulsar a los bóeres de la cresta. La fuerza atacante llegó a 200 metros de las principales defensas de los bóeres antes de ser detenida por los defensores. Los británicos mantuvieron un bombardeo constante del depósito de piedras enemigo con su artillería, que resultó ser bastante ineficaz. En respuesta al punto muerto, la infantería montada y los carabineros se desplegaron a la izquierda de la batalla y el cañón de campaña de 7 libras se reposicionó en una colina que los británicos tuvieron problemas para arrastrar hasta la cresta.
Fue durante este tiempo cuando se avistó un gran número de refuerzos bóeres acercándose al campo desde el paso de Quagga Poort, al sur. Los carabineros, ahora reubicados, no pudieron mantenerlos a raya en comparación con su posición anterior. Los propios bóeres defensores renovaron sus esfuerzos de avance después de detectar la llegada de refuerzos. A pesar de que todavía superaban en número a los bóeres y aparentemente estaban a punto de capturar el laager, el mando británico no quería prolongar la batalla por temor a la pérdida de muchos más hombres. El teniente coronel Gildea ordenó la retirada de sus tropas, que fue cubierta por su artillería a las 11 de la mañana. La fuerza regresó a Pretoria a las 3 de la tarde.

## Consecuencias
Aunque la batalla resultó ser una victoria para los bóeres, el teniente coronel Gildea no consideró que la batalla fuera un fracaso total, sino que culpó de la derrota a las deficiencias de su propia artillería y a la habilidad de los bóeres. Durante la retirada, dos hombres llamados el cabo James Murray y el soldado John Danaher se distinguieron después de salvar a un compañero soldado del campo de batalla bajo un intenso fuego. Ambos fueron condecorados con la Cruz Victoria por sus acciones. A partir de entonces, se ordenó a las nuevas segadoras que operaran bajo vigilancia armada.